# أكاديمية العلوم والفنون المقدونية

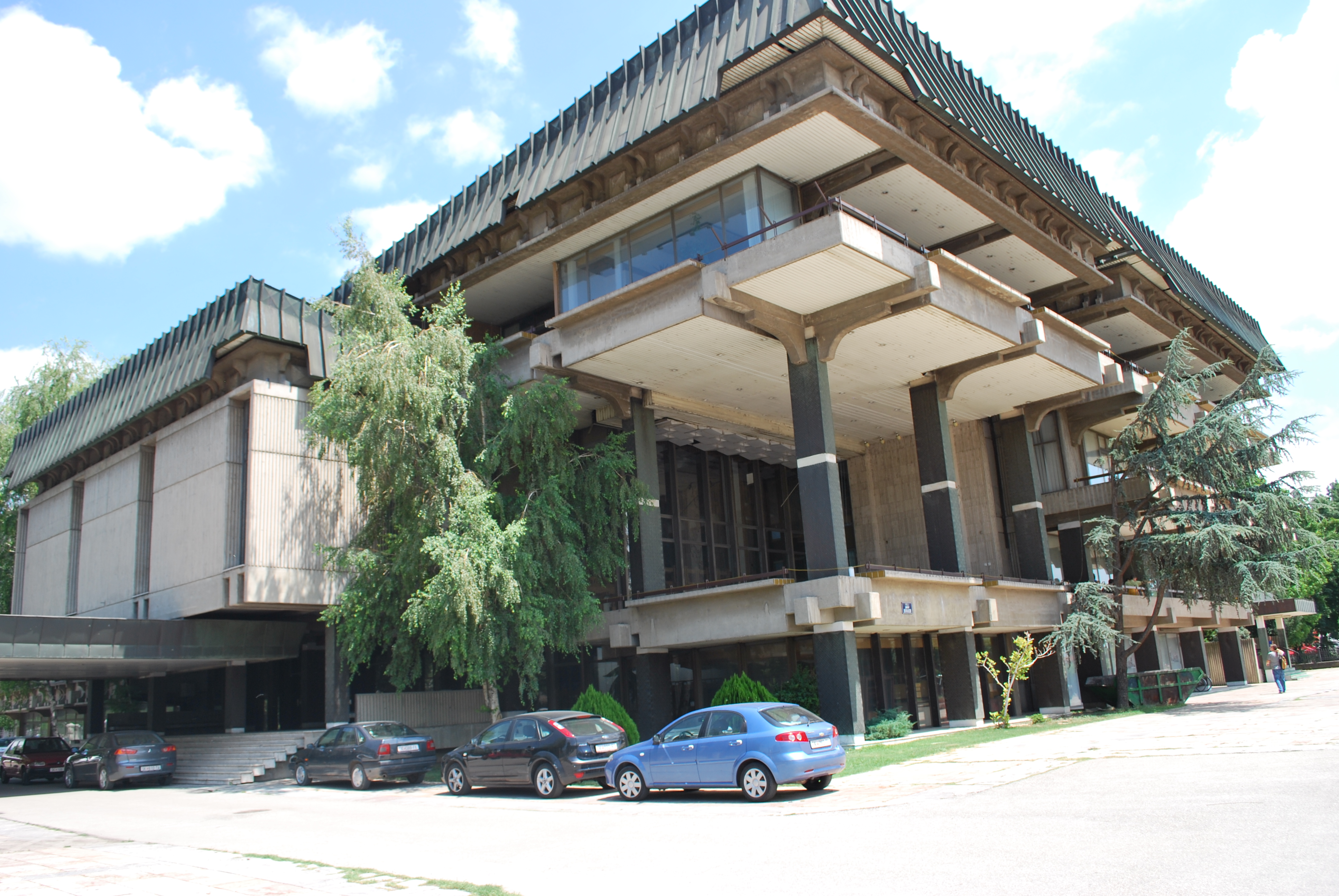
أكاديمية العلوم والفنون المقدونية في سكوبيه.

أكاديمية العلوم والفنون المقدونية (بالمقدونية: Македонска академија на науките и уметностите، اختصاراً МАНУ) هي أعلى مؤسسة أكاديمية في جمهورية مقدونيا، وكان بلاجه كونيسكي أول رئيس لها.

## التاريخ
تأسست أكاديمية العلوم والفنون المقدونية في 23 فبراير 1967 بقرار البرلمان، وتهدف إلى رصد وتحفيز العلوم والفنون، والمساهمة في تخطيط السياسات الوطنية المتعلقة بها.

## الأعضاء
يجري انتخاب الأعضاء الجدد مرة كل ثلاث سنوات من قبل الجمعية العامة للأكاديمية التي تتألف من جميع أعضائها، ويكون الانتخاب سرياً يشارك فيه الأعضاء الفعليون، ويبقى المنتخبون أعضاء مدى الحياة. ضمت الأكاديمية منذ تأسيسها 154 عضواً، وتشمل في الوقت الحاضر 41 عضواً عاملاً (أكاديمياً) و33 عضواً مراسلاً.

## الأقسام
يجري العمل في الأكاديمية في خمسة أقسام:
- قسم اللسانيات والآداب
- قسم العلوم الاجتماعية
- قسم العلوم الرياضياتية والتقنية
- قسم العلوم البيولوجية والطبية
- قسم الفنون.

## المراكز البحثية
تشمل الأكاديمية خمسة مراكز بحثية:
- مركز الهندسة الوراثية والتكنولوجيا الحيوية
- مركز علوم الطاقة والمعلوماتية والمواد
- مركز اللسانيات الناحية
- مركز دراسات الصناعة المعجمية
- مركز الدراسات الاستراتيجية.

## وصلات خارجية
- الموقع الرسمي لأكاديمية العلوم والفنون المقدونية (بالإنكليزية).